# Ларгс
Ларгс (на английски: Largs, на гаелски Na Leargaigh Ghallda) е град в Шотландия. Популярен морски курорт.

## География
Градът е в област Северен Еършър. Разположен на брега на залива Фърт ъф Клайд, Югозападна Шотландия. Намира се на 53 km западно от Глазгоу. Крайна жп гара е на линията Странрар-Ларгс. Население 11 360 жители от преброяването през 2004 г.  Архив на оригинала от 2012-01-25 в Wayback Machine.

## История
Градът е основан през 1263 г. от норвежкия крал Хокон IV.
Забележителности:
- Църквата
- Монументът „Моливът“

## Спорт
Представителният футболен отбор на града е на ФК Ларгс Тисъл. Тимът има аматьорски статут.

## Личности
родени в Ларгс
- сър Томас Брисбейн (1773 – 1860), губернатор и астроном
- Джон Сешънс (р.1953), киноартист
- Илайн Смит (р.1962), киноактриса

починали в Ларгс
- сър Томас Брисбейн (1773 – 1860), губернатор и астроном
- Уилям Томсън, лорд Келвин, британски физик и инженер